# ハンファグループ
ハンファグループ（朝: 한화그룹、英: Hanwha Group）は、大韓民国の企業グループ（財閥）である。株式会社ハンファを中心に構成されている。火薬製造・販売からの防衛産業を祖業とするが、石油化学、太陽光発電、生命保険、投資証券、リゾート、建設、流通などグループ会社の業種は多岐に渡る。
「ハンファ」は本来「韓国火薬(ハングクファヤク)」の略であり、報道で「韓火」と表記される例もあるが、正式には漢字表記は使用していない。中国語圏においては「韓華」（簡体字中国語: 韩华、繁体字中国語: 韓華、拼音: Hánhuá）の音写表記を使用している。稀に「韓化」と表記される例もあるが厳密には誤りである。
韓国十大財閥に名を連ね、序列は7位。2021年末時点の資産総額はおよそ80兆ウォン。2022年に、米国フォーチュン誌のフォーチュン500企業にも選ばれた。
ソーラーパネルの流通ネットワークは、23以上もの異なる国々で79以上の販売業者と卸業者を抱えている。
金升淵会長やその息子達が度々逮捕されるなど、韓国ではお騒がせ財閥としても知られる。

## グループ概要
1941年（昭和16年）に朝鮮半島内火薬企業の統合によって設立された朝鮮火薬共販株式会社の生産部職員であった金鍾喜が、1952年に同社工場の払い下げを受けて設立した韓国火薬株式会社を母体に出発。韓国火薬は、1992年まで韓国の火薬市場を独占した。1992年10月に株式会社ハンファへ商号変更し、ハンファグループを名乗る。現在、宇宙航空防衛部⾨においては、ハンファ、ハンファエアロスペース、ハンファシステムが、エネルギー化学部⾨においては、ハンファソリューション、ハンファトータルエナジース、ハンファエナジー、ハンファインパクトが、⾦融部⾨においては、ハンファ⽣命、ハンファ損害保険、ハンファ投資証券、ハンファ資産運⽤が、流通サービス部⾨においては、ハンファホテル&リゾート、ハンファギャラリアなどが代表的な企業となっている。その他、KBOリーグのプロ野球チーム、ハンファ・イーグルスを擁する。同族会社としてビングレ(企業)とハンエクスプレスが知られるが、現在はビングレとの仲は悪いとされている（後述の相続争いが原因）。
創業者の金鐘喜亡き後、長男でハンファ会長の金升淵と次男でビングレ会長の金昊淵の間で相続争いが勃発し、1995年にビングレがグループから離脱した。
1997年には韓国のサークルKを買収しCスペースに転換した。
ハンファグループの日本法人として、同社の完全子会社である、ハンファジャパン株式会社（HANWHA JAPAN CO.,LTD.）が存在する。本社は東京都港区芝四丁目10番1号のハンファビル9階に所在。
子会社のハンファエナジージャパンが日本全国でメガソーラー事業を行っているが、2017年から静岡県伊東市の伊豆高原で進めているメガソーラー計画に大規模な反対運動が発生している。2018年12月25日、太陽光条例違反だとして伊東市が企業名を公表。2019年に伊東市から河川占用の不許可処分を受けたことから取り消しを訴えて裁判所に提訴し、2021年4月21日に勝訴したが、違法性が認められたのは理由の提示が不十分という点だけで裁量権の逸脱を認める内容ではなかったため、2021年7月6日に伊東市から再び河川占用を不許可にされた。
2020年1月に組織再編が行われ、ハンファQセルズ、ハンファケミカル、ハンファ先端素材が統合、ハンファソリューションになった。
日本法人のハンファQセルズジャパンの名称はそのまま。
2020年5月には、ハンファグループが北海道ニセコ町のひらふ地区への進出を発表。リゾート開発に乗り出すことが明らかになった。また、ハンファグループはセキュリティカメラ分野にも進出しており、AIカメラを使った新型コロナウイルス感染症拡大防止ソリューションを2020年7月末以降順次提供している。
2021年2月、秘密資金作りに絡み有罪となった影響で続いていた金升淵会長の経営復帰への制限が7年ぶりに解除された。2月時点では復帰については未定とされていたが、3月からハンファ、ハンファソリューション、ハンファ建設の主要三社の役員に復帰しており、8月には復帰後初の挨拶をしている。
2021年8月、フランスの再生可能エネルギー専門開発会社であるRESフランスを買収し、風力発電分野にも進出することとなった。
2022年11月、グループ中核のハンファがハンファ建設を吸収合併し、ハンファ建設はハンファの建設部門になった。
2023年3月、ハンファQセルズジャパンが、ハンファジャパンへ商号変更をした。
2023年4月、ハンファグループは韓国の造船大手大宇造船海洋の買収を進めており、2022年12月から約4カ月かけて公正取引委員会の条件付き承認を受けた。2023年5月、買収が完了し、大宇造船海洋をハンファオーシャンに商号変更した。これでグループは以前から生産していた陸上兵器と航空兵器に加え、海上兵器、潜水艦も生産できる様になり、陸海空全ての分野の兵器を取り扱える様になった。

## グループ企業

### 宇宙航空/防衛
ハンファエアロスペースは、宇宙航空、誘導ミサイルシステム、弾薬システム、ナビゲーション装置、レーザー、宇宙打ち上げ体関連技術、⽕⼒システム、機動システム、対空システム、無⼈化システムなどの防衛装備等の事業を⾏っている。ハンファグループは、産業⽤⽕薬、花⽕プロモーション、マイニングサービス、⼆次電池製造装置、太陽光エネルギー製造装置、協働ロボット、⼯場⾃動化（AGV・⾃動倉庫・物流センター）、複合開発事業、新再⽣エネルギー（⾵⼒・⽔素等）⼟⽊、建築、住宅、インフラ、環境、化学⼯業および発電プラント等の事業を⾏っている。ハンファシステムは、監視・偵察、指揮統制・通信・サイバー、ITシステム統合、インフラ運営、クラウド運営、システム運営、ITソリューション、都市空間空中移動（UAM）などの領域の事業を⾏っている。
- ハンファ（火薬/機械/建設）（旧：韓国火薬、ハンファ建設）
- ハンファ・エアロスペース[25]（旧：ハンファディフェンス（旧：ハンファディフェンス、ハンファ地上防衛、斗山DST）、ハンファ/防衛)
- ハンファビジョン[26]（旧：ハンファテックウィン、サムスンテックウィン）
- ハンファパワーシステム
- ハンファ精密機械
- ハンファシステム（旧：ハンファS＆C、サムスンタレス、ハンファタレス）
- ハンファオーシャン（旧：大宇造船海洋）

### エネルギー/科学部⾨
ハンファソリューションは、新素材と太陽光エネルギー、PO、PVC、CA、TDI、⽔素タンクなどの新成⻑動⼒を積極的に開発している。ハンファエネルギーは、太陽光発電、ESS（エネルギー蓄積システム）、電⼒⼩売り、エネルギーソリューション事業の開発などを⾏っている。ハンファトータルエナジーズは、⾼付加価値の化学製品とエネルギー製品を⽣産する総合化学エネルギー企業。
- ハンファソリューションズ（旧：ハンファケミカル（旧：ハンファ石油化学、ハンファファインケミカル）、ハンファQセルズ、ハンファインサイト（旧：ハンファ都市開発））
- ハンファ先端素材[27]
- ハンファグローバルアセット（旧：ハンファ総合化学、ハンファ先端素材、ハンファQセルズコリア）
- ハンファコンパウンド（旧：ハンファポリドリーマー、ハンファネクスト、Hコンパウンド）
- ハンファトタル（旧：サムスントタル）
- ハンファインパクト[28]（旧：ハンファ総合化学, サムスン総合化学）
- 麗川NCC（DLグループとの合弁会社）
- ハンファエネルギー（旧：麗水コージェネレーション|着用熱電併給）

### 金融
ハンファ⽣命保険、ハンファ損害保険、ハンファ貯蓄銀⾏などの3つの系列会社と、ハンファ投資証券とハンファ資産運⽤などの2つの⼦会社で構成されている。1946年、韓国初の⽣命保険会社として出発したハンファ⽣命は、最⾼の優良保険会社として認められ、2010年に上場した。ハンファ損害保険は、1946年に設⽴された国内初の損害保険会社で、第⼀⽕災との2009年の合併を通じて規模の経済を備えた中堅保険会社となった。ハンファ投資証券は、2010年に⼤韓⺠国内のプルデンシャル投資証券とプルデンシャル資産運⽤を買収した。⾦融系列会社たちは、「韓Wiki 本⽂(⽇本語) 3華⾦融ネットワーク」という統合されたブランドの下に、業種間の壁を緩和し、資本市場統合法など急変する⾦融市場環境に対応している。
- ハンファ生命保険（旧：大韓生命）
- ハンファ損害保険（旧：新東亜火災|第一火災）
- ハンファ資産運用（旧：ハンファ投資信託運用|プルデンシャル資産運用）
- ハンファ貯蓄銀行（旧：セヌリ貯蓄銀行）
- ハンファ投資証券（旧：プルデンシャル投資証券|ハンファ証券|ハンファ・インベストメント）

### サービス・レジャー部⾨/その他
ハンファギャラリアは、⾼級デパートメントストアの代表的存在であり、事業多⾓化を通じて、グローバルファッションビジネスやプレミアム市場をリードするハイブリッド型流通専⾨企業へと変⾰を図っている。ハンファリゾート、ハンファ開発、ハンファ63シティレジャー部⾨の3社が統合して、2010年1⽉に正式に出発したハンファホテルリゾートは、韓国最⾼のプレミアム総合サービス・レジャー企業を⽬指しており、サイパンワールドリゾートの買収や、タンギョンゴールデンベイゴルフ＆リゾートの開発を⾏っている。
- ハンファホテルアンドリゾート（旧：ハンファリゾート株式会社|ハンファ開発）
- ハンファ63シティ

- ハンファB＆B（Beans＆Berries）
- ハンファコネクト[29]（旧ハンファ駅舎）
- ハンファギャラリア[30]
- ハンファギャラリアタイムワールド（旧：ハンファタイムワールド）

### スポーツ
- ハンファ・イーグルス（旧：ピングレ・イーグルス）

## 過去のグループ企業
- ハンファエネルギー（現：SK仁川石油化学）
- ハンファエネルギープラザ（現：HD現代オイルバンク）
- 韓国総合エネルギー（現：ポスコエナジー）
- ハンファBASFウレタン（現：韓国BASF）
- ハンファNSK精密（現：韓国NSK）
- FAGハンファベアリング（現：シェフラーコリア）
- 大徳テクノバレー
- ピングレ（旧：大一乳業）
- 京郷新聞
- ドリームパーマ（米国アルボジェン社に売却、現在はグンファ製薬を合併して、アルボジェンコリアとなる。）
- Hancom（斗山グループに売却）
- ハンファL＆C（現：現代L&C)

## 参考資料
- ハンファ・ジャパンホームページ
- 東亜日報日本語版サイト
- KBS WORLD
- KSTARニュース
- 韓国情報発信基地！innolife.net（運営：ユーキャンバイザワールド株式会社）
- 週刊ベースボール